# Горнево (Псковський район)
Горнево (рос. Горнево) — присілок в Псковському районі Псковської області Російської Федерації.
Населення становить 154 особи. Входить до складу муніципального утворення Ядровська волость.

## Історія
Від 2015 року входить до складу муніципального утворення Ядровська волость.

## Населення
| 2001 | 2002 | 2010 | 2016 |
| ---- | ---- | ---- | ---- |
| 146  | ↗173 | ↘132 | ↗154 |